# Hochhub (Oberösterreichische Voralpen)
Der Hochhub ist ein 609 m ü. A. hoher Höhenzug im östlichen Traunviertel in Oberösterreich.

## Lage und Landschaft
Der sich West–Ost ziehende, gut 5 Kilometer lange Rücken liegt zwischen dem Unteren Steyrtal bei Aschach an der Steyr und Steinbach an der Steyr, und dem Ennstal bei Garsten und Ternberg, mit der Kulmination im Gemeindegebiet Aschach. Südlich liegt der Graben des Dambachs (Schädlbach), einem Bach zur Enns. Nordöstlich geht der Garstner Bach ebenfalls zur Enns, dessen einer Quellbach (Brambergerbach) entspringt beim Gipfel, sein Tal heißt Hölle. Dort streicht der Hochhubkamm in einem schmalen Riedel Richtung Garstener Ennsniederung aus. Nordwestwärts gehen der Schreinerbach, der auch beim Gipfel entspringt, und der Ahbach zur Steyr.
Der Kamm des Hochhubs ist landwirtschaftliches Gebiet. Neben den etlichen bewaldeten Gräben beiderseits findet sich am Nordostrand mit dem Oberen Gschneid noch ein größerer Waldrest.
Entlang der Kammlinie führt eine Straße von Steinbach nach Lahrndorf an der Enns (Lahrndorferstraße). Die Gehöfte hier gehören zur Aschacher Ortschaft Haagen. Die Häuser der Südflanke (und teils auch nördlich des Kamms) gehören zu Mitteregg, einer Streulage von Aschach, Steinbach und Ternberg.
Nördlich vorgelagert ist der Höhenrücken von Aschach–Saaß (Oberfeld, ca. 440 m ü. A.), als der letzte Rücken der Voralpen zur Traun-Enns-Platte. Dadurch bietet der Berg eine exzellente Aussicht in das Alpenvorland. Südlich erhebt sich der Kaiblinger Kogel (752 m ü. A.), und dahinter schon die Berge des Reichraminger Hintergebirges.
Der Berg gehört zur Flyschzone der östlichen Oberösterreichischen Voralpen (Flyschzone zwischen Krems und Enns) respektive den Enns- und Steyrtaler Flyschbergen.

## Geologie
Der Flysch ist Altlengbachformation an der Südflanke, und Zementmergelserie an der Kammlinie und Nordflanke (Wende Kreide–Tertiär, ca. 90–60 Mio. Jahre alt). Direkt im Gipfelbereich liegt eine schmale Zone Helvetikum (Hochhubfenster, Buntmergelserie), die am obersten Brambergbach und dem entsprechenden Nebengraben des Ahbach aufgeschlossen sind.

## Geschichte
Der Berg wurde ursprünglich Hocheck genannt, dieser Name findet sich schon 1380 als „auffm hochekk“ urkundlich. Der Name Hochhub, nach dem Gehöft direkt beim Gipfel (Haagen 7) findet sich erst im frühen 19. Jahrhundert.